# Dichrogaster carinata
Dichrogaster carinata är en stekelart som beskrevs av Henry Keith Townes, Jr. 1983. Dichrogaster carinata ingår i släktet Dichrogaster och familjen brokparasitsteklar. Inga underarter finns listade i Catalogue of Life.